# فايا يونان
فايا يونان هيَ مُغنية سورية تحمل الجنسية السويدية. وُلدت في 20 حزيران عام 1992 في مدينة المالكية شمال شرق سورية لأسرة كلدانية، وَنشأت في حلب، وَتُقيم حالياً في بيروت.
في عام 2003 هاجرت فايا مع عائلتها إلى السويد، حيثُ عملت ناشطة في مجال حقوق الإنسان والمُساعدة الاجتماعية عبر منظمة الصليب الأحمر الدولي بالسويد.

## حياتها
ولدت فايا يونان في 19 حزيران 1992 لعائلة مسيحية كلدانية في مدينة المالكية في محافظة الحسكة، ونشأت في حلب. في سن الحادية عشرة انتقلت إلى السويد مع عائلتها واستقرت هناك حتى انتقلت إلى اسكتلندا في عام 2010 لدراسة العلوم الاجتماعية والاقتصاد والأعمال في جامعة غلاسكو. في ربيع 2015، قررت أن تصبح مغنية وانتقلت إلى بيروت لأجل عملها.

## مسيرتها
بدأت شُهرة فايا يونان بالظهور بشكل واسع في عام 2014 بعد إطلاقها أُغنية مُشتركة مع أُختها ريحان يونان بعنوان «لبلادي» على يوتيوب حيثُ استعرضوا فيها آثار الحرب والدمار على الشعوب، وقد تُرجمت هذه الأغنية إلى عدة لُغات وتم بثها عبر قنوات تلفزيونية عالمية كما عُرضت في عدد من المدارس. وجدت فايا دعماً كبيراً وجمهوراً شجعها على مواصلة رحلتها في الغناء. كان لنجاح الفيديو الأثر الأكبر على قرارها بتحويل الغناء من مجرد هواية إلى عمل رئيسي.
في عام 2015 فتحت فايا باب التبرع لأغنيتها الأولى على موقع «زومال» للتمويل الجماعي، وتبرع 111 شخص لها وجمعت حوالي 25 ألف دولار من التبرع، وبعد حملة التمويل الجماعي الناجحة، أصدرت فايا أغنيتها المنفردة الأولى «أحب يديك» متبوعة بأغنيتين منفردتين أخريين. ودخلت في موسوعة غينيس للأرقام القياسية كأول فنانة عربية تمول أغنيتها الأولى. هذا يجعل فايا أول مُغنية عربية تدخل موسوعة غينيس للأرقام القياسية.
في 25 مارس 2017 أصدرت فايا ألبومها الأول بعنوان «بيناتنا في بحر» الذي يحتوي على تسع أغاني.
في عام 2017 شاركت فايا في الأغنية المنفردة «بوستد أند بلو» لفرقة غوريلاز وغنت النسخة العربية للأغنية.
في 7 مارس 2019، أصدرت فايا ألبومها الثاني بعنوان «حكايا القلب». يحتوي الألبوم على ثمانية أغاني، يُشار إليها بالحكايات، لأن كل أغنية فريدة من نوعها في النوع والموضوع الموسيقي.
في كلا ألبوميها، عملت فايا مع حسام عبد الخالق كمنتج موسيقي ومخرج وريان الهبر كموزع.
في عام 2023، أصدرت ألبومها الثالث بعنوان "أصواتنا" ويحتوي على ثمانية أغاني، ثلاثة منها باللغة العربية الفصحى والأخرى باللهجة التونسية والعراقية والمصرية والخليجية والجزائرية. في يوليو 2023، قدمت جولة حفلات في تونس حيث شاركت في مهرجان دڨة الدولي في يوم 28 وفي مهرجان المنستير الدولي في يوم 29 وفي مهرجان صفاقس الدولي في يوم 31.
في عام 2024 شاركت فايا في مسلسل "تاج" الذي عرض في شهر رمضان، وهو العمل الأول الذي يعرض لها حيث سبقه تجربتها التمثيلية الأولى في مسلسل “ذهب غالي" الذي أكتمل تصويره ولكنه لم يعرض بعد.

## مشاركات بارزة
أحيت فايا يونان بعدها عدداً من الحَفلات الموسيقية في أماكن مُختلفة مِثل: دار الأوبرا السُورية وقصر الأونيسكو ومسرح بيار أبو خاطر والجامعة الأميركية في بيروت والجامعة الأمريكية في دبي ومسرح الأوديون في عمان ودار الأوبرا المصرية ومكتبة الإسكندرية الجديدة.
افتتحت مهرجان الجونة السينمائي عام 2019 في مصر بأغنية بنلف نلف تكريمًا لمشاهير الفن الراحلين، والتي كتبها ولحنها بليغ حمدي رثاءً لعبد الحليم حافظ وغنتها سميرة سعيد.

## ديسكوغرافيا

### الألبومات
| الألبوم        | معلومات                                                      |
| -------------- | ------------------------------------------------------------ |
| بيناتنا في بحر | - تاريخ الإصدار: 25 مارس 2017 - الصيغة: تحميل رقمي على سي دي |
| حكايا القلب    | - تاريخ الإصدار: 7 مارس 2019 - الصيغة: تحميل رقمي على سي دي  |

### الأغاني المنفردة
| العام | اسم الأغنية |
| ----- | ----------- |
| 2015  | احب يديك    |
| 2015  | نحب البلاد  |
| 2015  | نم يا حبيبي |
| 2018  | حب الأقوياء |
| 2018  | بغداد       |
| 2021  | متل اليوم   |

### أغاني المسلسلات
| العام | اسم الأغنية | اسم المسلسل |
| ----- | ----------- | ----------- |
| 2017  | "شبابيك"    | شبابيك      |

## الجوائز والترشيحات
| العام | الجائزة                                   | الفئة            | العمل المرشح | النتيجة | المراجع       |
| ----- | ----------------------------------------- | ---------------- | ------------ | ------- | ------------- |
| 2018  | جوائز داف باما الموسيقية                  | أفضل مطربة سورية | نفسها        | فوز     | [ 29 ] [ 30 ] |
| 2024  | جائزة الأمير عبد الله الفيصل للشعر العربي | أفضل قصيدة مغناة | "يا قاتلي"   | فوز     | [ 31 ]        |

## وصلات خارجية
- الموقع الرسمي